# Франсиско Аскасо
Франсиско Аскасо Абадия е испански анархист, дърводелец и видна анархо-синдикалистка фигура в Испания.
Братовчед е на Хоакин Аскасо, президент на Регионалния съвет по отбрана на Арагон.
Аскасо живее престъпен живот, участвайки в убийствата на множество високопоставени държавни служители и в резултат на това често е задържан. По времето на Гражданската война в Испания създава и участва в множество анархистки операции и организации заедно с близкия си приятел Буенавентура Дурути. Убит е по време на Гражданската война.

## Биография
През 1922 или 1923 г. Аскасо се запознава с Хуан Гарсия Оливер и Буенавентура Дурути и скоро след това създава Лос Солидариос в отговор на екзекуцията на анархиста Франсеск Ферер. Групата е замесена в смъртта на много видни лидери от онова време като испанския министър-председател Едуардо Дато. Аскасо е привлечен от Дурути заради общото им презрение към „болшевизацията“, бюрокрацията и фалшивите качулки“ на Руската революция.
Аскасо и Оливер скоро се преместват в Манреса, за да избегнат залавяне от полицията. При пристигането си те са задържани по подозрение за трафик на наркотици. Докато живее в Манреса, Аскасо научава за ареста и процеса на Дурути. Аскасо и Оливер се забъркват в заговор за убийството на тогавашния архиепископ на Сарагоса Хуан Солдевила и Ромеро, който убиват на 23 юни 1923 г.
Аскасо е арестуван за участието си, но избягва затвора с помощта на Дурути и през юни 1923 г. Аскасо и Дурути бягат във Франция в знак на протест срещу диктатурата на Мигел Примо де Ривера, наследник на Едуардо Дато и тогавашен министър-председател на Испания. Аскасо и Дурути продължават да подкрепят Революционния комитет във Франция по това време като начин за „организиране на революционен център във Франция“. Организационният метод на Аскасо включва събиране на другари и оръжия за прокарване на техните идеали. В края на декември 1924 г. Аскасо и Дурути са информирани за тежкото финансово положение на Революционния комитет и са инструктирани да пътуват до Латинска Америка, което те незабавно правят с намерението да съберат средства.
В края на март 1925 г. Аскасо и Дурути търсят убежище в Мексико Сити, но скоро напускат, чувствайки се виновни, че живеят в луксозен хотел, разположен в съседство с бедните квартали. В края на февруари 1926 г. Аскасо се отправя към Европа, по-специално Франция. Те пристигат на 30 април 1926 г.
На 25 юни 1926 г. Аскасо е арестуван от френската полиция, осъден на шест месеца с намерение да нападне краля на Испания, който е на посещение във Франция по това време. При арестуването Аскасо заедно с Дурути и Ховер Кортес са информирани, че ще бъдат предадени на аржентинското правителство.
Аскасо се завръща в Испания през 1931 г. Той се завръща от депортация в Африка през 1932 г., за да стане редактор на Solidaridad Obrera (Работническа солидарност) и секретар на каталонската Национална конфедерация на труда. Той подкрепя милициите на CNT и се противопоставя на политически съюзи с организации.
По време на Гражданската война в Испания, докато живее в Барселона, Аскасо създава Комитета на антифашистките милиции. Заедно с Дурути атакуват армейски складове и затворническия кораб „Uruguay“ със собственоръчно направени гранати и импровизирани бронирани автомобили. Аскасо е един от 500-те, които загиват при нападението на казармите Атарасанас. Погребан е в гробището Монжуик заедно с Дурути.